# Marked Tree
Marked Tree és una població dels Estats Units a l'estat d'Arkansas. Segons el cens del 2000 tenia 2.800 habitants.

## Demografia
Segons el cens del 2000, Marked Tree tenia 2.800 habitants, 1.126 habitatges, i 731 famílies. La densitat de població era de 466 habitants/km².
Dels 1.126 habitatges en un 29,7% hi vivien nens de menys de 18 anys, en un 41,9% hi vivien parelles casades, en un 19,4% dones solteres, i en un 35% no eren unitats familiars. En el 31,9% dels habitatges hi vivien persones soles el 14,5% de les quals corresponia a persones de 65 anys o més que vivien soles. El nombre mitjà de persones vivint en cada habitatge era de 2,39 i el nombre mitjà de persones que vivien en cada família era de 3,04.
Per edats la població es repartia de la següent manera: un 26,5% tenia menys de 18 anys, un 8,4% entre 18 i 24, un 24,1% entre 25 i 44, un 21,9% de 45 a 60 i un 19,1% 65 anys o més.
L'edat mediana era de 38 anys. Per cada 100 dones de 18 o més anys hi havia 79 homes.
La renda mediana per habitatge era de 22.591 $ i la renda mediana per família de 30.197 $. Els homes tenien una renda mediana de 26.305 $ mentre que les dones 19.602 $. La renda per capita de la població era d'11.867 $. Entorn del 25,6% de les famílies i el 32,3% de la població estaven per davall del llindar de pobresa.

## Poblacions més properes
El següent diagrama mostra les poblacions més properes.